# Hadena variolata
Hadena variolata är en fjärilsart som beskrevs av Smith 1887. Hadena variolata ingår i släktet Hadena och familjen nattflyn. Inga underarter finns listade i Catalogue of Life.